# Kenminsei
El Kenminsei (県民性, けんみんせい, literalment en català, "el caràcter dels ciutadans de la prefectura", també simplificat com "caràcter prefectural") és un terme que es refereix a les tendències, costums i valors culturals així com estereotips de les prefectures i les regions del Japó. Dins d'aquest terme sociològic no només entra el caràcter dels ciutadans de cada lloc, estereotipat o no, sinó que també s'inclouen dades estadístiques com les despeses o l'èxit educatiu de cada prefectura per a ajudar a crear una imatge més concreta del caràcter i els costums de cada prefectura. El kenminsei no té perquè reflectir la realitat. Algunes fonts occidentals consideren el keniminsei una pseudociència. El kenminsei és un aspecte que desperta singular atenció de molts japonesos i que ha estat objecte d'investigació.

## Caràcters prefecturals

### Hokkaido
El caràcter de Hokkaido és descrit com "espèrit de frontera", fent referència a que la posició geopolítica de la regió ha influït en el caràcter dels seus ciutadans. Els ciutadans de Hokkaido són descrits com persones lluitadores, que s'adapten a les dificultats, així com emprenedors i oberts als canvis. També són coneguts per la seua estima cap a les novetats, ja siguen tecnològiques o de productes. Les tases de tabaquisme femení i divorci són les més altes del Japó.

### Regió de Tohoku
- Aomori

La població d'Aomori té la fama de ser treballadora, seriosa i estalviador, tot i que alegre i sociable alhora. La prefectura està formada per dues antigues províncies i el caracter es diferència entre la gent de la regió nord, a l'estret de Tsugaru que es vista com gent alegre i temperamental, sent una zona amb tradició comerciant des de l'antiguitat i la zona sud, amb gent vista com més seriosa i tradicional.
- Iwate

Com a la gran majoria de la regió de Tohoku, l'oratge ha endurit la forma de ser dels seus habitants. El poble d'Iwate té fama de ser seriós, reservat, frugal i treballador però alhora sensible, degut als poetes famosos a l'era Meiji i Taisho nascuts a aquesta prefectura.
- Miyagi

La prefectura de Miyagi està marcada per un fort caràcter urbà degut a la ciutat de Sendai, la més populosa de la regió. Este caràcter urbà fa que els ciutadans siguen més impacients que els de la resta de la regió. La gent de Miyagi (en especial Sendai) tenen fama d'anar a l'última moda i de ser directes. És una zona rica des d'antic pel cultiu de l'arròs i més recentment per l'indústria. Sendai, la capital, és considerada una ciutat jove per la seua gran qüantitat d'universitats i els estudiants que allà viuen.
- Akita

És conegut a tot el Japó l'estereotip d'"Akita bijin" o bellesa d'Akita. Les dones d'Akita tenen la fama de ser les més boniques i amb la pell més blanca de tot el Japó, tenin el rècord nacional en blancura de pell així com el doble de barberies i salons de bellesa que la mitjana nacional. Els ciutadans d'Akita tenen un comportament refinat i agradable inusual en un lloc salvatge i dur com el nord. És gent que es preocupa per la moda i són sociables i bevedors. Els homes són més alts segons les estadístiques. Prefectura amb una gran agricultura i cultiu intensiu de l'arròs.
- Yamagata

Una altra vegada com a tota la regió de Tohoku, l'estereotip d'estalviador, seriós, silenciós i pacient es repeteix a Yamagata. Com a dades estadístiques curioses estan que la gent de Yamagata és qui més diners gasta en ramen a tot el Japó, o els que més temps dormen, així com els que tanen més problemes amb els cinturons de seguretat i l'obligació de dur-lo. També es sol dir que la majoria dels presidents d'empresa del Japó són de Yamagata degut a la seua fama de gent jeràrquica i fidel.
- Fukushima

Els ciutadans de Fukushima tenen fama de ser cabuts, però alegres i sociables. Tot i ser una zona agrària, són més oberts que la majoria de gent de Tohoku degut al contacte amb la gent d'Edo des d'antic. Hi ha qui diu que els habitants de la prefectura continuen guardant rancor a la prefectura de Yamaguchi pels fets de la guerra Boshin.

### Regió de Kanto
- Ibaraki

La prefectura d'Ibaraki és l'antiga província de Hitachi i, gran part de la zona formava part del domini de Mito, regit pel clan Tokugawa, de costums i caràcter sevèr i militarista. Els ciutadans d'Ibaraki tenen fama de ser conservadors i obstinats, però alhora mals negociats i mancats d'ambició. Es sol dir que el caràcter dels ciutadans d'Ibaraki encara es troba ancorat a finals de l'era Tokugawa, sent dur i poc expressiu. Com a curiositat, cal destacar que existeix al Japó la "llegenda" de que la majoria d'agents de policia són d'Ibaraki i de Tochigi.
- Tochigi

Igual que amb Ibaraki, el ciutadà de Tochigi també és vist com una persona amb tendència conservadora. El poble de Tochigi té fama de ser sobri, seriós i mancat d'habilitats per a la comunicació. No obstant això, també és vist com una persona treballadora, sincera i diligent. El gyoza, especialitat culinaria d'orige xinés i que té un gran predicament a Utsunomiya, la capital, té un consum a la prefectura més alt que la mitjana nacional.
- Gunma

Com a zona agricola i de muntanya, Gunma té fama de tindre un caràcter conservador, i no en và, molts primers ministres del PLD eren nadius de Gunma, com Yasuhiro Nakasone, Takeo Fukuda o Yasuo Fukuda, entre d'altres. No obstant allò primer, es sol dir que les dones de Gunma són més respetades i gaudeixen d'una millor posició social a la zona que a la resta del Japó des de l'antiguitat, segurament per que han tingut un paper destacat a l'agricultura. Els ciutadans de Gunma també tenen fama de no saber gestionar bé els diners i de tindre tendències ludópates, com podria demostrar la gran qüantitat local de negocis de joc com pachinko o curses de cavalls. Gunma, igual que altres prefectures del nord de Kanto, pot ser ridiculitzada per alguns ciutadans urbanites de metròpolis com Tòquio o Yokohama.
- Saitama

Degut al caràcter de ciutat dormitori de molts municipis de Saitama, el ciutadà mitjà no té un caràcter específic que es distingisca molt del caràcter urbà de Kanto. Saitama és vista des de fora com una prefectura de suburbis sense una personalitat ben definida, tot i que existeixen obres com Tonde Saitama que en clau ficticia i d'humor tracten la rivalitat entre prefectures de Kanto i el relatiu menyspreu amb el qual alguns urbanites toquiòtes tracten les prefectures que els envolten. Si ben és cert que Saitama no és l'únic suburbi de Tòquio, si que és el que més treballadors de classe mitjana té, en comparació amb Kanagawa o Chiba.
- Chiba

Igual que altres zones urbanes que envolten la metropoli de Tòquio, els ciutadans de Chiba no tenen una personalitat massa definida com a altres prefectures, no obstant això, es diu que són conservadors tot i trobar-se a una zona prou urbana i populosa. També, molt probablement a causa de l'alta densitat poblacional, es diu que el poble de Chiba és gentil, hàbil a l'hora de socialitzar, optimista i curiós, a més d'estar sempre obert a canvis. Com a curiositat, cal dir que Chiba té el rècord de la prefectura on els seus habitants dormen menys hores.
- Tòquio

La personalitat dels ciutadans de Tòquio és una barreja entre la dels antics habitants d'Edo i els seus descendents o edokko i la dels habitants que han emigrat des de tots els llocs del Japó. La imatge que es sol tindre dels toquiòtes és la de gent extremadament individualista, seriosa i competitiva, pot ser perque Tòquio ha crescut amb gent de fóra arribada per ambicions a la capital. També se destaca el gust per la moda i allò modern o novedós, que es reflecteix en barris com Shibuya i Harajuku o Minato i que fan de Tòquio un centre de la moda de referència mundial.
- Kanagawa

La ciutadania de Kanagawa sol presentar uns trets socials molt pareguts a la de Tòquio, ja siga per la seua proximitat geogràfica o per la relació diària dels seus ciutadans. Els ciutadans de Kanagawa solen ser gent amb la ment oberta i valoren les novetats a més de ser habils en les relacions personals. Es diu que el caracter obert i amigable cap els estrangers i allò nou pot vindre de que Kanagawa va ser dels primers llocs on van arribar els estrangers a finals del període Tokugawa i principis de l'era Meiji, a més de disposar de la colònia de xinesos més gran del Japó.

### Regió de Chubu
- Niigata
- Toyama
- Ishikawa
- Fukui
- Yamanashi
- Nagano
- Gifu
- Shizuoka
- Aichi

### Regió de Kansai
- Mie
- Shiga
- Kyoto
- Osaka
- Hyogo
- Nara
- Wakayama

### Regió de Chugoku
- Tottori
- Shimane
- Okayama
- Hiroshima
- Yamaguchi

### Regió de Shikoku
- Tokushima
- Kagawa
- Ehime
- Kochi

### Regió de Kyūshū-Okinawa
- Fukuoka
- Saga
- Nagasaki
- Kumamoto
- Oita
- Miyazaki
- Kagoshima
- Okinawa